# Xanthoparmelia xizangensis
Xanthoparmelia xizangensis är en lavart som först beskrevs av J. C. Wei, och fick sitt nu gällande namn av Hale. Xanthoparmelia xizangensis ingår i släktet Xanthoparmelia och familjen Parmeliaceae.   Inga underarter finns listade i Catalogue of Life.